# 星星広播電台
星星広播電台(せいせいこうばんでんたい、繁: 星星廣播電台) は中華民国国防部軍事情報局により発信が行われているとされる乱数放送の一種。台湾側が送り込んだ中国国内にいるスパイへ向けた暗号放送を行っている。
中国大陸の民間においては新星広播電台(簡: 新星广播电台)という呼称が用いられることもあるが、これは誤りである。

## 放送内容
放送開始時に中国の伝統的な笛子による音楽を流し、音楽が終わった後 「こちらは星星広播電台第X局です」というように呼びかけ、受信者への注意を促す。そして「この時間はX月第X号Xの電報、電文XXがあります」と案内する。そしてこれを繰り返す。その後に暗号放送やコードを放送し、放送後に受信者のコード番号を確認する。
中国側のメディアの報道によると、台湾側は大陸の異なる省と都市に向けて一時間程度を目安として、多方向へ向けてコードと乱数を放送しているという。台湾側は毎日中国側に潜伏するスパイへ指示を出すことはなく、また多方向へ放送を送っていることからスパイ側も決まった地域に留まっていることは少ない。また乱数放送は半月ごとに放送されることもあり、時間帯と内容を同じくすることにより情報員が指示を受けられるようにしている。乱数放送を読み解くための本は通常、双方が事前に決めた本であり、また外部からの傍聴を防ぐ目的で定期的に変更が行われている。